# Oceanus (planeta)
Oceanus fue un planeta hipotético del sistema solar propuesto durante la década de 1880 por el astrónomo francés Jean Baptiste Aimable Gaillot (1834–1921), del observatorio de París.
Luego, Thomas Jefferson Jackson See propuso dos cuerpos más allá de Neptuno, los cuales coincidían con los planetas de Gaillot. Sus nombres eran Oceanus y Transoceanus, sus hipotéticas distancias y períodos eran de 41,25 UA y periodo de 273 años para Oceanus (Plutón), y para Transoceanus distancias de 56 UA y período de 420 años.